# 谷口遼弥
谷口 遼弥（たにぐち りょうや、1999年8月31日 - ）は、石川県白山市出身のサッカー選手。ポジションはミッドフィールダー。

## 来歴
ツエーゲン金沢U-18を経て2018年にトップチームへ加入。アカデミー組織からトップチームへ昇格した初の選手となった。
2020年1月9日、アルビレックス新潟シンガポールへ完全移籍により加入すると発表された。
2020シーズンは新型コロナウイルス感染拡大によるリーグ戦中断によって14試合に縮小された全試合に出場し4得点を記録した。
2021シーズンは主力として19試合に出場し9得点と活躍しシンガポールプレミアリーグのベストイレブンに選出された。
2021年10月27日バレスティア・カルサFCへの完全移籍が発表された。
2023シーズンは24試合23得点と活躍しシンガポールプレミアリーグのベストイレブンに選出された。
2024年1月27日ゲイラン・インターナショナルFCへの完全移籍が発表された。

## 所属クラブ
- 松南SSS（松南小学校）[1]
- エスポワール白山（松任中学校）[1]
- ツエーゲン金沢U-18（遊学館高校）[1]
- 2018年 - 2019年 ツエーゲン金沢
  - 2019年 JAPANサッカーカレッジ（期限付き移籍）
- 2020年 − 2021年 アルビレックス新潟シンガポール
- 2022年 - バレスティア・カルサFC

## 個人成績
| 国内大会個人成績 | 国内大会個人成績 | 国内大会個人成績 | 国内大会個人成績 | 国内大会個人成績 | 国内大会個人成績 | 国内大会個人成績 | 国内大会個人成績 | 国内大会個人成績 | 国内大会個人成績 | 国内大会個人成績 | 国内大会個人成績 |
| 年度             | クラブ           | 背番号           | リーグ           | リーグ戦         | リーグ戦         | リーグ杯         | リーグ杯         | オープン杯       | オープン杯       | 期間通算         | 期間通算         |
| 年度             | クラブ           | 背番号           | リーグ           | 出場             | 得点             | 出場             | 得点             | 出場             | 得点             | 出場             | 得点             |
| 日本             | 日本             | 日本             | 日本             | リーグ戦         | リーグ戦         | リーグ杯         | リーグ杯         | 天皇杯           | 天皇杯           | 期間通算         | 期間通算         |
| ---------------- | ---------------- | ---------------- | ---------------- | ---------------- | ---------------- | ---------------- | ---------------- | ---------------- | ---------------- | ---------------- | ---------------- |
| 2018             | 金沢             | 25               | J2               | 0                | 0                | -                | -                | 0                | 0                | 0                | 0                |
| 2019             | JSC              | 7                | 北信越1部        | 6                | 1                | -                | -                | -                | -                | 6                | 1                |
| シンガポール     | シンガポール     | シンガポール     | シンガポール     | リーグ戦         | リーグ戦         | リーグ杯         | リーグ杯         | シンガポール杯   | シンガポール杯   | 期間通算         | 期間通算         |
| 2020             | 新潟S            | 13               | プレミア         | 14               | 4                | -                | -                | -                | -                | 14               | 4                |
| 2021             | 新潟S            | 7                | プレミア         | 19               | 9                | -                | -                |                  |                  | 19               | 9                |
| 2022             | バレス           | 10               | プレミア         | 28               | 10               | -                | -                | 5                | 2                | 33               | 12               |
| 2023             | バレス           | 10               | プレミア         | 24               | 23               | -                | -                | 3                | 1                | 27               | 24               |
| 通算             | 日本             | 日本             | J2               | 0                | 0                | -                | -                | 0                | 0                | 0                | 0                |
| 通算             | 日本             | 日本             | 北信越1部        | 6                | 1                | -                | -                | 0                | 0                | 6                | 1                |
| 通算             | シンガポール     | シンガポール     | プレミア         | 85               | 46               | -                | -                | 8                | 3                | 93               | 49               |
| 総通算           | 総通算           | 総通算           | 総通算           | 91               | 47               | -                | -                | 8                | 3                | 99               | 50               |